# Hookeriopsis langsdorffii
Hookeriopsis langsdorffii là một loài Rêu trong họ Hookeriaceae. Loài này được (Hook.) A. Jaeger mô tả khoa học đầu tiên năm 1877.